# Max Roeßler

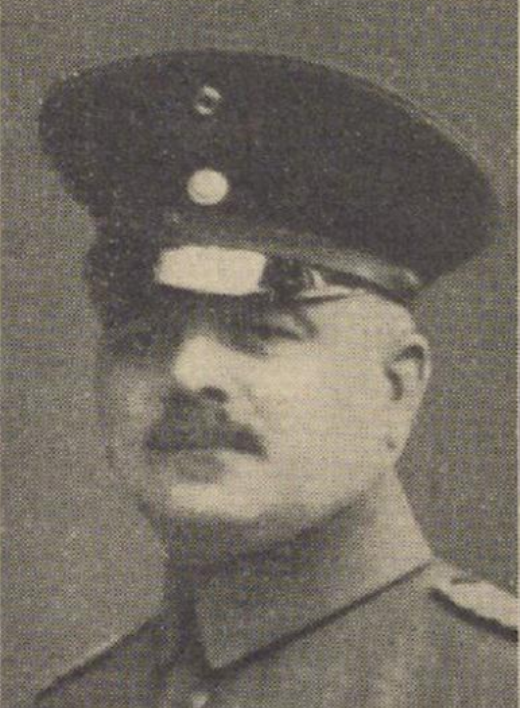
Max Roeßler

Max Woldemar Roeßler (* 15. November 1862 in Leipzig; † 9. Oktober 1940 in Dresden) war ein sächsischer Generalmajor.

## Leben
Roeßler verbrachte seine Kindheit mit seinen Geschwistern in Leipzig, Tharandt und Bad Schandau. Er besuchte in Meißen zunächst für drei Jahre das Progymnasium und darauf für sieben Jahre die Fürstenschule St. Afra, wo er 1884 das Abitur ablegte. 

### Karriere
Er trat darauf noch Jahr 1884 als Avantageur in das Königlich Sächsische Feld-Artillerie-Regiment Nr. 12 ein und avancierte 1887 zum Leutnant unter gleichzeitiger Versetzung zum Fuß-Artillerie-Regiment Nr. 12 nach Metz. 1893 wurde er vorläufig für ein Jahr zur Dienstleistung im Generalstab abkommandiert. Er verblieb die weiteren Jahre im Regiment und wurde im Juni 1895 zum Hauptmann und Kompaniechef ohne Patent im Regiment befördert. Bei einem Besuch des sächsischen Königs Friedrich August in Metz, wurde Roeßler diesem als Ordonnanzoffizier übergeben. Am 21. Mai 1907 wurde er zum überzähligen Major befördert und dem Stabe des Regiments überwiesen. Am 15. Juni 1908 wurde er mit dem Roten Adlerorden IV. Klasse ausgezeichnet. Er war 1908 Artillerie-Offizier vom Platz und Vorstand des Artillerie-Depots in Dresden. Er stieg schließlich zum Kommandeur auf. Im Juni 1914 wurde er mit dem Ritterkreuz I. Klasse des sächsischen Verdienstorden ausgezeichnet.
Nach Ausbruch des Ersten Weltkrieges rückte er als Oberstleutnant mit seinem Regiment an die Front und nahm im August 1914 erfolgreich an der Belagerung der Festung Longwy teil, dessen Fall die Wirkung seiner Mörser zur Folge hatte. Im Oktober desselben Jahres errichtete er ein aus Landwehr- und Reservetruppen bestehendes Regiment, das Königlich-Sächsische Mörser-Regiment Nr. 12, und führte dies seitdem. Im Dezember 1914 wurde er mit dem Komturkreuz II. Klasse mit Schwertern des Albrechtsordens ausgezeichnet. Er konnte mit seinen Mörsern zahlreiche feindliche Angriffe abwehren und wurde dafür am 28. Mai 1915 mit dem Ritterkreuz des Militär-St.-Heinrichs-Orden ausgezeichnet. Er nahm an den Stellungskämpfen um Verdun, an den Kämpfen bei Estland und Livland an der Ostfront und kehrte daraufhin wieder an die Westfront zurück. Er ward dann General der Fußartillerie 16, und General der Fußartillerie Nr. 12 und wieder Kommandeur seines Friedensregiments. In dieser Eigenschaft wurde er im April 1918 zum Generalmajor (Patent vom 22. März 1918) befördert. Er wurde dann auch Artilleriekommandeur 219. 1919 nahm er seinen Abschied aus der Armee.

### Familie
Er war verheiratet.